# جان سینگلتون کاپلی
جان سینگلتون کاپِلی (به انگلیسی: John Singleton Copley) (۱۷۳۸–۱۸۱۵) نقاش نامدار ایرلندی‌تبار اهل آمریکا و صاحب‌سبک در چهره‌نگاری است.
او در دوران انقلاب آمریکا از وفاداران به امپراتوری بریتانیا بود. از وی به عنوان یکی از بزرگ‌ترین نقاشان در دوران استعمار بریتانیا در آمریکا یاد می‌شود. از او در حدود ۳۵۰ اثر هنری باقی‌مانده‌است.

## آثار

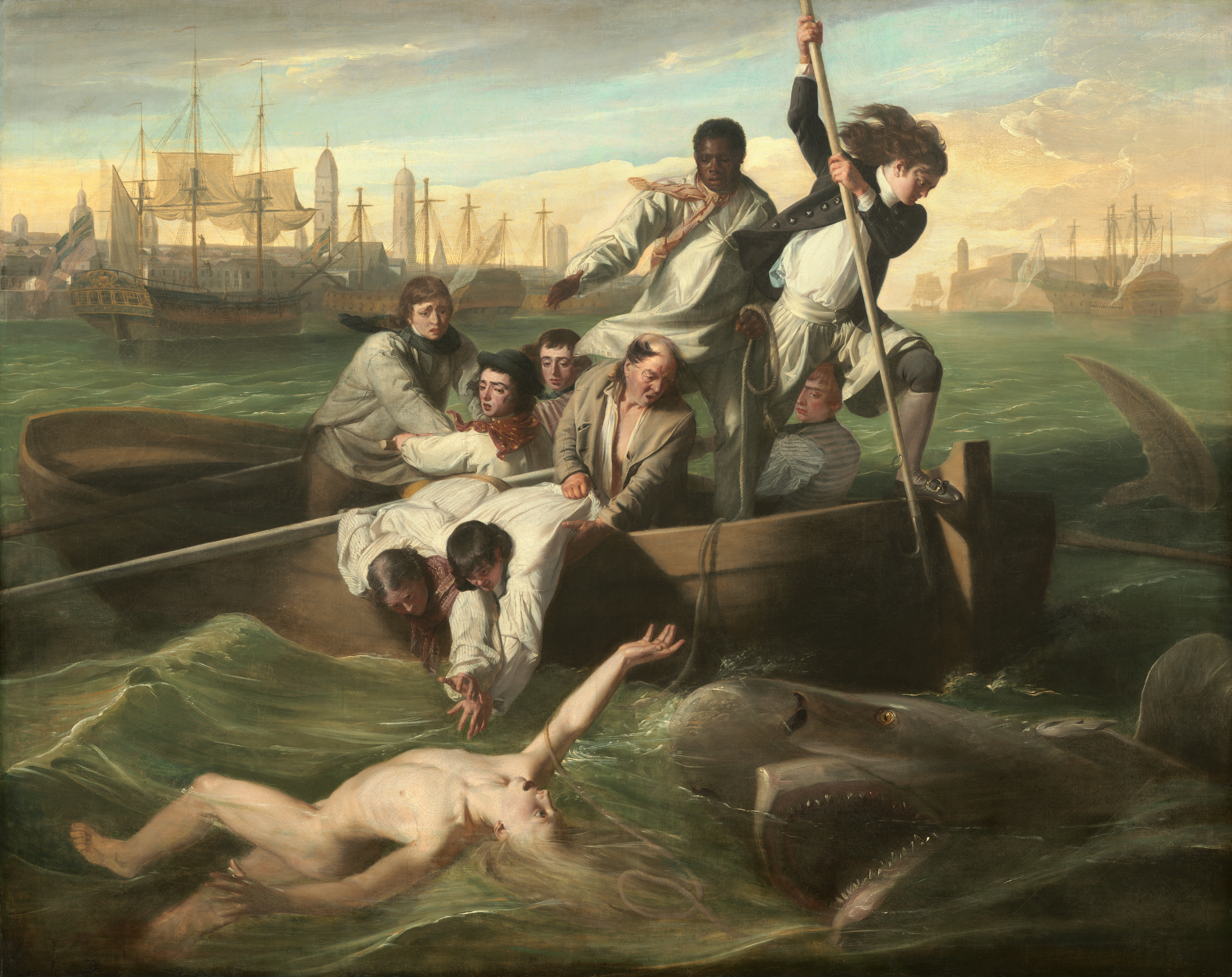
واتسون و کوسهماهی (۱۷۷۸)
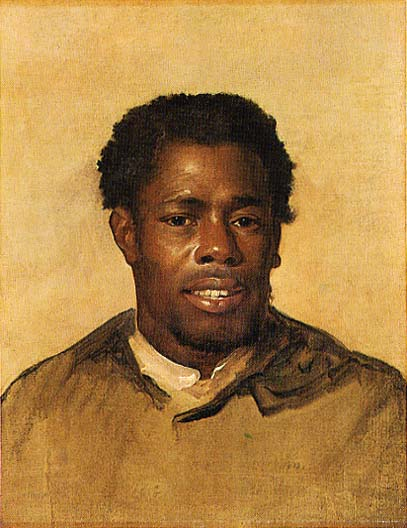
چهره یک نیگرو (۱۷۷۸)
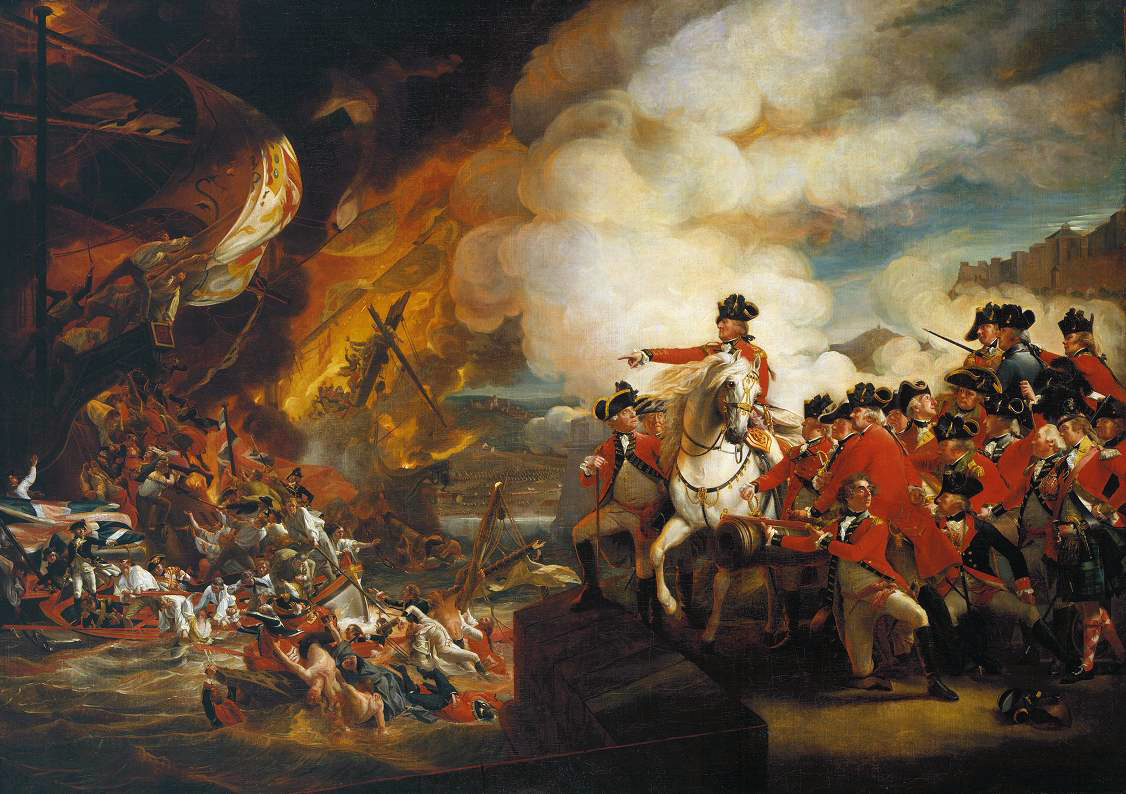
محاصره و امدادرسانی به جبل‌الطارق (۱۷۸۲)
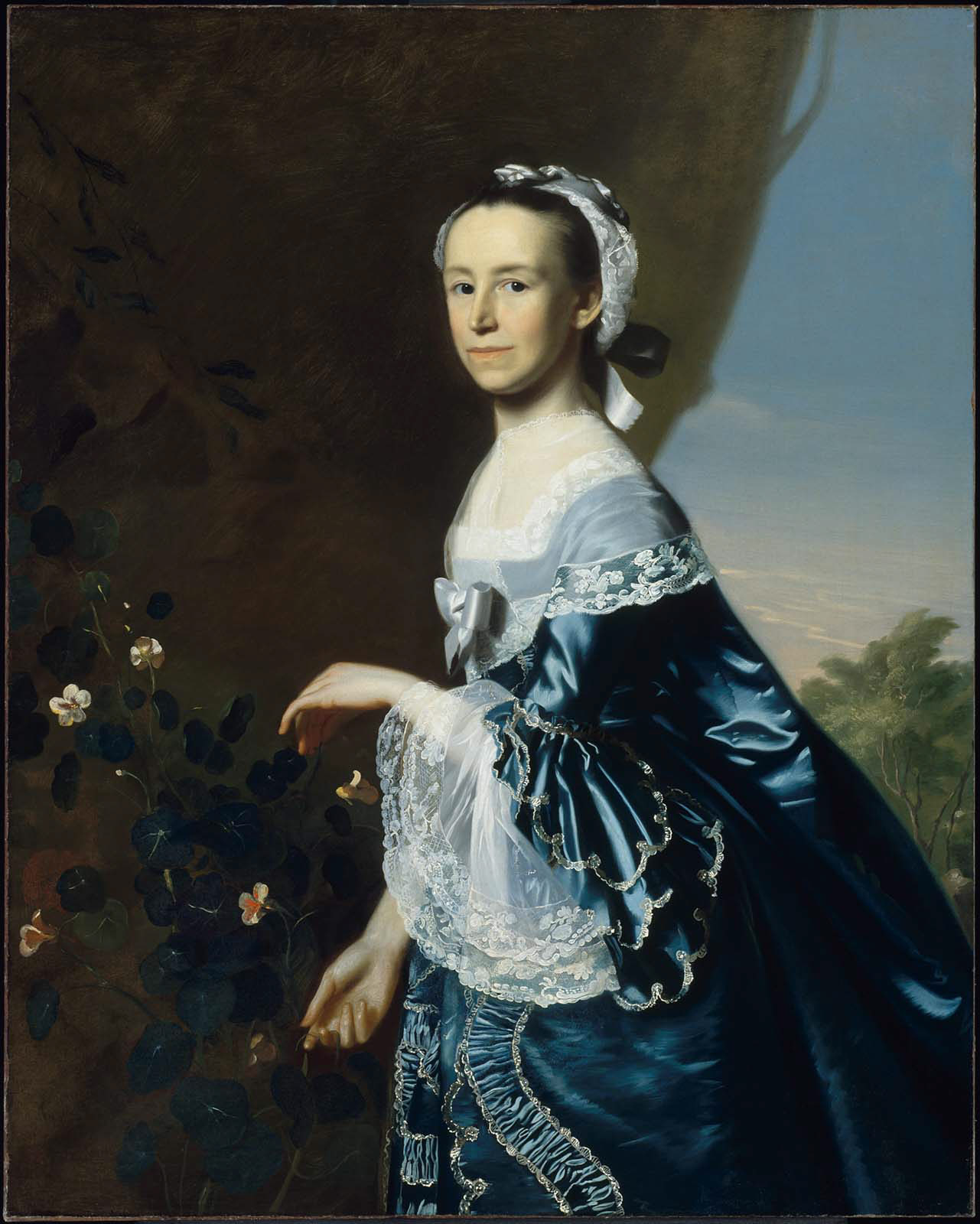
پُرتره مرسی اوتیس وارن (۱۷۶۳)
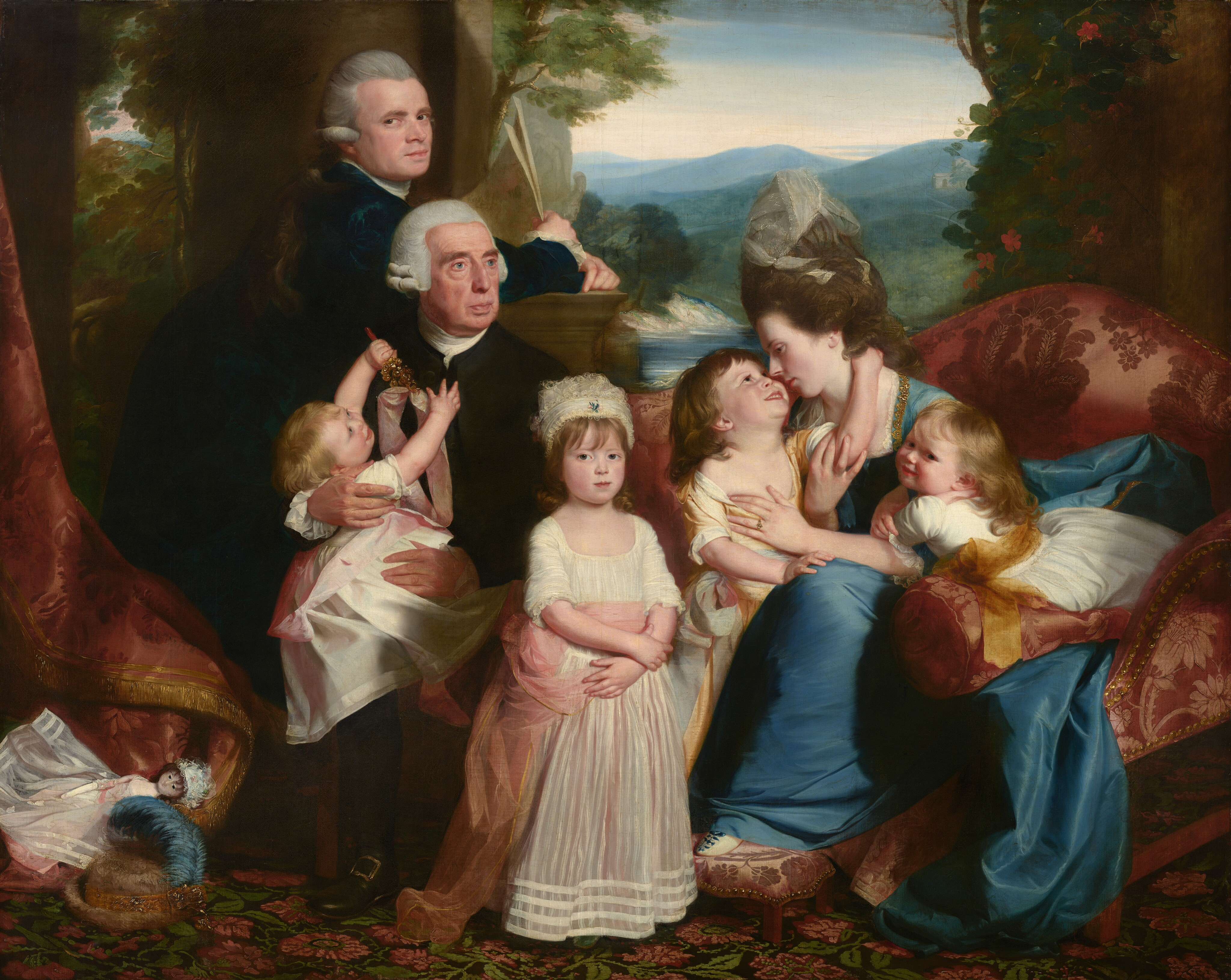
پُرتره خانواده کاپلی (۱۷۷۶)